# Hlubočky (nádraží)
Hlubočky jsou železniční stanice v Hlubočkách v okrese Olomouc. Leží v km 14,947 neelektrizované jednokolejné železniční trati Olomouc – Opava východ mezi stanicemi Hlubočky-Mariánské Údolí a Hrubá Voda. V jízdním řádu pro rok 2025 ji obsluhují pravidelné osobní vlaky Českých drah na lince M5 ve směru Olomouc hl. n. nebo Hrubá Voda (a Moravský Beroun). Stanicí pouze projíždějí rychlíky na lince R27, která v dvouhodinovém taktu spojuje Olomouc a Opavu (či Ostravu).

## Historie
Výstavba trati (Moravsko-slezská ústřední dráha) začala v roce 1870 a skončila o dva roky později. Pro nákladní dopravu se trať otevřela 1. října 1872 a osobní doprava začala dva týdny nato. Nádraží v Hlubočkách bylo otevřeno spolu se samotnou tratí pod původním německým názvem Hombok.
Na rok 2025 byla naplánována rekonstrukce stanice. Realizace stavby za asi 25 milionů korun měla začít na jaře roku 2025. Proměnou projde zejména výpravní budova, která bude zateplena a bude obnoveno zastřešení nástupiště. Vytápění bude mít na starost nové tepelné čerpadlo. Stanice bude vybavena novým informačním a orientačním systémem. Interiér čekají dispoziční změny včetně zpřístupnění budovy z ulice. Původně mělo dojít ke snížení budovy, nakonec bylo rozhodnuto ji ponechat a zachovat maximum původních prvků a historizující vzhled. Po rekonstrukci by se v patře měly nacházet čtyři byty, do té doby zde jsou dva větší. Zmenšení bytů by podle obce mohlo přilákat nové nájemce. Plány na rekonstrukci existovaly už v roce 2018. Tehdy byl odhad realizace 2018–19 a cena 17 milionů korun.

## Popis
Stanice je zařazena do Integrovaného dopravního systému Olomouckého kraje (zóna 105). Ke stanici patří původní secesní výpravní budova a opuštěné skladiště. V budově se nachází pokladna, kde probíhá prodej jízdenek. Cestujícím je k dispozici čekárna, bezbariérové WC a venkovní parkoviště.
Ve stanici jsou celkem tři dopravní koleje, od výpravní budovy očíslované 3, 1 a 2. Dále je zde kolej 5, která se nachází nejblíže budovy a jedná se o kolej manipulační. Jsou zde dvě nástupiště (u 1. a 3. koleje). Obě jsou úrovňová a přístup na ně je po centrálním přechodu. Vstup do budovy stanice je bezbariérový, ale na nástupiště nikoliv.
V areálu stanice se oddělovaly dvě vlečky naposledy vlastněné firmou MARO, spol. s r.o. Jedna z nich začínala výhybkou č. 5 v olomouckém zhlaví a vedla do areálu bývalé elektrárny vybudované v letech 1921–22. Do roku 1997 její budova ještě sloužila jako teplárna, poté zůstala bez využití. Vlečka do ní byla 15. listopadu 2007 úředně zrušena. Druhá vlečka, která se oddělovala z 5. koleje výhybkou č. 4, byla zrušena 30. dubna 2023.

## Poloha

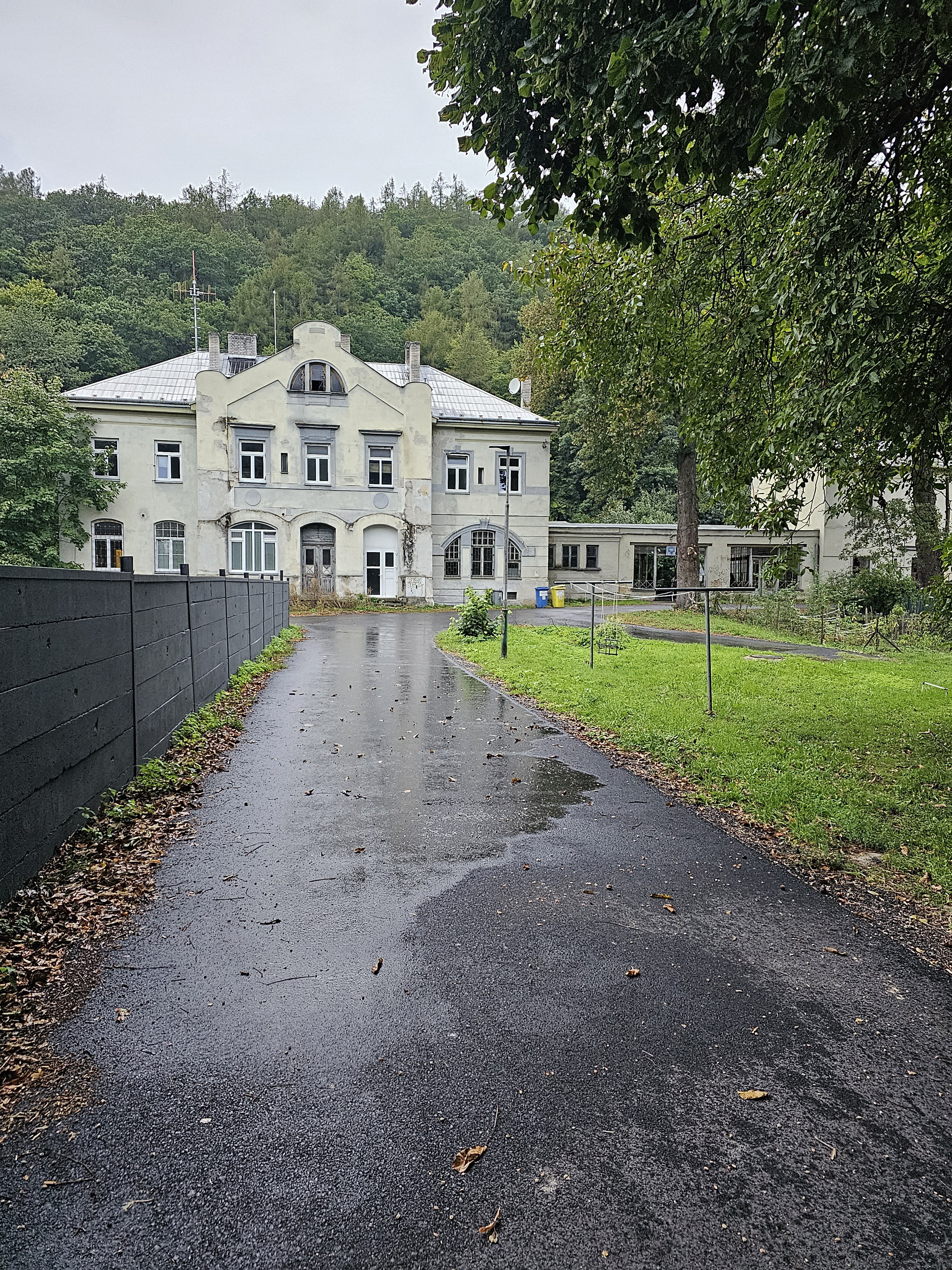
Pohled staniční budovu (září 2023)

Stanice leží v obci Hlubočky, konkrétně v místní části Hlubočky-Dukla. Staniční budova stojí na ulici Fučíkova, konkrétně č.p. 58. Před stanicí stojí rozcestník turistických značek Hlubočky - žst.